# Presidente del Storting
El presidente o presidenta del Storting es el dirigente de la legislatura del Parlamento de Noruega. El cargo fue creado en 1814 cuando el país obtuvo su constitución.

## Lista de presidentes
| Periodo                | Presidente/a                                                                                               | Partido político                                                                          |
| ---------------------- | --- | ----------------------------------------------------------------------------------------- |
| Desde 2021             | Masud Gharahkhani                                                                                          | Partido Laborista                                                                         |
| 2021                   | Eva Kristin Hansen                                                                                         | Partido Laborista                                                                         |
| 2018-2021              | Tone W. Trøen                                                                                              | Partido Conservador                                                                       |
| 2013-2018              | Olemic Thommessen                                                                                          | Partido Conservador                                                                       |
| 2009-2013              | Dag Terje Andersen                                                                                         | Partido Laborista                                                                         |
| 2005-2009              | Torbjørn Jagland                                                                                           | Partido Laborista                                                                         |
| 2001-2005              | Jørgen Kosmo                                                                                               | Partido Laborista                                                                         |
| 1993-2001              | Kirsti Kolle Grøndahl                                                                                      | Partido Laborista                                                                         |
| 1985-1993              | Jo Benkow                                                                                                  | Partido Conservador                                                                       |
| 1981-1985              | Per Hysing-Dahl                                                                                            | Partido Conservador                                                                       |
| 1973-1981              | Guttorm Hansen                                                                                             | Partido Laborista                                                                         |
| 1972-1973              | Leif Granli                                                                                                | Partido Laborista                                                                         |
| 1965-1972              | Bernt Ingvaldsen                                                                                           | Partido Conservador                                                                       |
| 1961-1965              | Nils Langhelle                                                                                             | Partido Laborista                                                                         |
| 1958-1961              | Nils Langhelle Oscar Torp                                                                                  | Partido Laborista                                                                         |
| 1953-1957              | Oscar Torp Einar Gerhardsen                                                                                | Partido Laborista                                                                         |
| 1949-1953              | Gustav Natvig-Pedersen                                                                                     | Partido Laborista                                                                         |
| 1945-1949              | Gustav Natvig-Pedersen Fredrik Monsen                                                                      | Partido Laborista                                                                         |
| 1945                   | Carl Joachim Hambro                                                                                        | Partido Conservador                                                                       |
| 1940-1945              | Cancelado                                                                                                  | Véase Noruega durante la segunda guerra mundial                                           |
| 1937-1940              | Carl Joachim Hambro                                                                                        | Partido Conservador                                                                       |
| 1934-1936              | Carl Joachim Hambro Johan Nygaardsvold                                                                     | Partido Conservador Partido Laborista                                                     |
| 1931-1933              | Carl Joachim Hambro                                                                                        | Partido Conservador                                                                       |
| 1928-1930              | Carl Joachim Hambro                                                                                        | Partido Conservador                                                                       |
| 1925-1927              | Carl Joachim Hambro Gunder A. J. Jahren Ivar Lykke                                                         | Partido Conservador                                                                       |
| 1922-1924              | Ivar Lykke Otto B. Halvorsen                                                                               | Partido Conservador                                                                       |
| 1919-1921              | Gunnar Knudsen Ivar Lykke Anders Buen Ivar Petterson Tveiten Otto B. Halvorsen                             | Partido Liberal Partido Conservador Partido Laborista Partido Liberal Partido Conservador |
| 1916-1918              | Ivar Petterson Tveiten Martin Olsen Nalum Johan Ludwig Mowinckel                                           | Partido Liberal                                                                           |
| 1913-1915              | Søren Tobias Årstad Jørgen Løvland Gunnar Knudsen                                                          | Partido Liberal                                                                           |
| 1910-1912              | Magnus Halvorsen Wollert Konow Jens K. M. Bratlie                                                          | Partido Liberal Partido Conservador                                                       |
| 1906-1909              | Edvard A. Liljedahl Gunnar Knudsen Carl Berner                                                             | Partido Liberal                                                                           |
| 1903-1906              | Carl Berner Johan H. P. Thorn Francis Hagerup                                                              | Partido Liberal Partido Conservador                                                       |
| 1900-1903              | Edvard A. Liljedahl Carl Berner                                                                            | Partido Liberal                                                                           |
| 1898-1900              | Viggo Ullmann Carl Berner Johannes Steen                                                                   | Partido Liberal                                                                           |
| 1895-1897              | Viggo Ullmann Sivert A. Nielsen Johannes Steen                                                             | Partido Liberal                                                                           |
| 1892-1894              | Viggo Ullmann Sivert A. Nielsen                                                                            | Partido Liberal                                                                           |
| 1889-1891              | Thomas Cathinco Bang Sivert A. Nielsen Olaus Olsen Eskeland Emil Stang                                     | n/a Partido Liberal Liberal Moderado Partido Conservador                                  |
| 1886-1888              | Wollert Konow Sivert A. Nielsen Johannes Steen                                                             | Partido Liberal                                                                           |
| 1883-1885              | Johannes Steen Johan Sverdrup                                                                              | n/a                                                                                       |
| 1882                   | Johannes Steen                                                                                             | n/a                                                                                       |
| 1880-1882              | Johannes Steen Johan Sverdrup Bernhard L. Essendrop                                                        | n/a                                                                                       |
| 1877-1879              | Bernhard L. Essendrop Johan Sverdrup                                                                       | n/a                                                                                       |
| 1874-1876              | Bernhard L. Essendrop Johan Sverdrup                                                                       | n/a                                                                                       |
| 1871-1873              | P. Daniel B. W. Kildal Johan Sverdrup                                                                      | n/a                                                                                       |
| 1868-1869              | Hans Jørgen C. Aall Georg Prahl Harbitz                                                                    | n/a                                                                                       |
| 1865-1866              | Nils Vogt Georg Prahl Harbitz                                                                              | n/a                                                                                       |
| 1864                   | Georg Prahl Harbitz                                                                                        | n/a                                                                                       |
| 1862-1863              | Hans Jørgen C. Aall Georg Prahl Harbitz                                                                    | n/a                                                                                       |
| 1859-1860              | Hans Jørgen C. Aall Georg Prahl Harbitz                                                                    | n/a                                                                                       |
| 1858                   | Ulrik Motzfeldt Georg Prahl Harbitz                                                                        | n/a                                                                                       |
| 1857                   | Ulrik Motzfeldt Georg Prahl Harbitz                                                                        | n/a                                                                                       |
| 1854                   | Hans Jørgen C. Aall Georg Prahl Harbitz                                                                    | n/a                                                                                       |
| 1851                   | Hans Jørgen C. Aall Georg Prahl Harbitz                                                                    | n/a                                                                                       |
| 1848                   | Halvor Olaus Christensen Georg Prahl Harbitz Hans Riddervold Carl Valentin Falsen                          | n/a                                                                                       |
| 1845                   | Niels Arntzen Sem Søren A. W. Sørenssen Carl Valentin Falsen                                               | n/a                                                                                       |
| 1842                   | Hans Riddervold Søren A. W. Sørenssen                                                                      | n/a                                                                                       |
| 1839                   | Hans Riddervold Søren A. W. Sørenssen                                                                      | n/a                                                                                       |
| 1836-1837              | Johan Henrik Rye Søren A. W. Sørenssen                                                                     | n/a                                                                                       |
| 1836                   | Hans Riddervold Søren A. W. Sørenssen,                                                                     | n/a                                                                                       |
| 1833                   | Søren A. W. Sørenssen Carl Valentin Falsen Hans Riddervold                                                 | n/a                                                                                       |
| 1830                   | Hans Riddervold Søren A. W. Sørenssen Niels Arntzen Sem J. C. Herman Wedel Jarlsberg Carl Valentin Falsen  | n/a                                                                                       |
| 1828                   | Herman Wedel Jarlsberg                                                                                     | n/a                                                                                       |
| 1827                   | Niels Stockfleth Schultz Lauritz Weidemann J. C. Herman Wedel Jarlsberg Christian Krohg                    | n/a                                                                                       |
| 1824                   | Herman Wedel Jarlsberg Christian Krohg Georg Sverdrup Valentin C. W. Sibbern                               | n/a                                                                                       |
| 1822                   | Carl Valentin Falsen Valentin C. W. Sibbern                                                                | n/a                                                                                       |
| 1821                   | Ingelbrecht Knudssøn Carsten Tank Christian Magnus Falsen Andreas Arntzen Valentin C. W. Sibbern           | n/a                                                                                       |
| 1818                   | Valentin C. W. Sibbern Wilhelm F. K. Christie Georg Sverdrup                                               | n/a                                                                                       |
| 1815-1816              | Wilhelm F. K. Christie                                                                                     | n/a                                                                                       |
| 1814                   | Wilhelm F. K. Christie Christian A. Diriks                                                                 | n/a                                                                                       |
| Asamblea Constituyente | Georg Sverdrup Christian Magnus Falsen Christian A. Diriks Jens S. Fabricius Diderik Hegermann Peder Anker | n/a                                                                                       |

Fuente: 